# Nogomet na OI 1928.
Nogomet na Olimpijskim igrama u Amsterdamu 1928. godine uključivao je natjecanja samo u muškoj konkurenciji.

## Osvajači medalja - muški
| Zlato | Srebro | Bronca |
| --- | --- | --- |
| Urugvaj José Andrade Juan Anselmo Pedro Arispe Juan Arremón Venancio Bartibás Fausto Batignani René Borjas Antonio Campolo Adhemar Canavesi Héctor Castro Pedro Céa Lorenzo Fernández Roberto Figueroa Alvaro Gestido Andrés Mazali Angel Melogno José Nasazzi Pedro Petrone Juan Piriz Hector Scarone Domingo Tejera Santos Urdinarán | Argentina Ludovico Bidoglio Angel Bosio Saul Calandra Alfredo Carricaberry Roberto Cherro Octavio Diaz Juan Evaristo Manuel Ferreira Enrique Gainzarain Angel Segundo Medici Luis Monti Rodolfo Orlandini Raimundo Orsi Fernando Paternoster Feliciano Perducca Domingo Tarasconi | Italija Elvio Banchero Virgilio Felice Levrato P. Pastore Gino Rossetti A. Ferraris Enrico Rivolta F. Gasperi Alfredo Pitto Pietro Genovesi Antonio Janni Fulvio Bernardini Silvio Pietroboni A. Viviano Delfo Bellini Umberto Caligaris Virginio Rosetta Giampero Combi Giovanni Depra Adolfo Baloncieri Mario Magnozzi Angelo Schiavo V. Degani |